# Ian Spink
Ian Spink (n. 8 octombrie 1947, Melbourne, Victoria, Australia – d. 11 octombrie 2023, Glasgow, Scoția, Regatul Unit) a fost un coregraf australiano-britanic.

## Biografie
S-a născut în 8 noiembrie 1947 la Melbourne și a studiat la Australian Balet School. După absolvirea studiilor în 1968, a dansat și a coregrafiat spectacole pentru The Australian Ballet⁠(d), Australian Dance Theatre⁠(d) și Dance Company of New South Wales.
În 1974 i s-a oferit o bursă pentru a efectua un turneu cu trupa de dans a lui Merce Cunningham⁠(d) atunci când aceasta s-a aflat într-un turneu în Australia. S-a mutat apoi la Londra în 1977 și a locuit începând de atunci în Marea Britanie. El a fondat, împreună cu Siobhan Davies⁠(d) și Richard Alston, Second Stride în 1982.
În 1990 a regizat producția în premieră a operei The Vanishing Bridegroom⁠(d) a lui Judith Weir⁠(d) pentru Scottish Opera, care a fost difuzată ulterior de BBC TV.
El a coregrafiat apoi Petruska pentru Scottish Ballet⁠(d) la Festivalul Internațional de la Edinburgh. Spink a fost director artistic al Dance Agency Aberdeen, una dintre cele trei agenții scoțiene de dans (2005-2010) și a fondat Festivalul Dance Live în 2005, care se desfășoară și în prezent.
Spink a fost membru al The Work Room, un centru de resurse pentru coregrafi independenți din Glasgow, și a lucrat ca dansator și regizor la compania de spectacole contemporane Airfield.